# Hășmașul Mare
Hășmașul Mare (węg. Nagy-Hagymás) – góra w Rumunii, najwyższy szczyt pasma Hășmaș. Wznosi się na wysokość 1792 m n.p.m. Administracyjnie znajduje się na granicy okręgów Harghita i Neamț. Około 6 km na południe od szczytu znajduje się miasto Bălan.
Góra znajduje się na obszarze Parku Narodowego Cheile Bicazului - Hășmaș, a jej łąki subalpejskie objęte są dodatkowo ochroną w ramach rezerwatu przyrody.

## Turystyka
Na szczyt góry prowadzi oznakowany czerwonymi znakami szlak turystyczny. Kilkaset metrów od szczytu przebiega europejski długodystansowy szlak pieszy E8.